# Wiedeń
Wiedeń (niem. Wien [viːn] ( odsłuchaj)) – stolica i największe miasto w Austrii położone w północno-wschodniej części kraju, nad Dunajem oraz miasto statutarne tworzące jednocześnie odrębny kraj związkowy. 
Wiedeń jest ośrodkiem administracyjnym, przemysłowym, handlowo-usługowym, akademickim, turystycznym i kulturalnym o znaczeniu międzynarodowym. Jest siedzibą austriackich urzędów centralnych (w tym parlamentu, prezydenta i rządu), związków wyznaniowych działających na terenie Austrii, a także licznych przedsiębiorstw, stowarzyszeń, organizacji i uczelni. Vienna International Centre jest jednym z czterech kompleksów, w których ulokowane są instytucje Organizacji Narodów Zjednoczonych. Swoje siedziby w Wiedniu mają również, MAEA, OBWE oraz OPEC. W skali kraju miasto stanowi najważniejszy węzeł drogowy i kolejowy oraz lotniczy.
Został założony około 500 p.n.e. jako osada celtycka. W 15 p.n.e. stał się rzymskim posterunkiem granicznym. Prawa miejskie uzyskał w roku 1221, stając się jednym z największych i najważniejszych miast Świętego Cesarstwa Rzymskiego (Starej Rzeszy), a po jego upadku – stolicą Cesarstwa Austrii, a następnie Austro-Węgier. W roku 1918 stał się stolicą Republiki Austrii.
Historyczne centrum miasta, pełne zabytków ze wszystkich epok historycznych z przewagą XIX-wiecznego historyzmu i secesji przełomu XIX i XX wieku, zostało w 2001 roku wpisane na listę światowego dziedzictwa UNESCO. Ze względu na bogactwo atrakcji należy do najchętniej odwiedzanych miast Europy.
Według danych z 1 stycznia 2023 roku liczba ludności miasta wynosi 1 982 097 (1. miejsce w Austrii), natomiast powierzchnia – 414,87 km² (również 1. miejsce w Austrii). Wiedeń oficjalnie podzielony jest na 23 dzielnice. Obszar metropolitalny Wiednia liczy, według danych z 2018 roku 2 838 558 mieszkańców.
Wiedeń, według raportu amerykańskiego Mercera, oceniającego 221 najważniejszych metropolii, jest miastem o najwyższej jakości życia na świecie. W rankingu oceniano m.in. sytuację ekonomiczną, stan środowiska naturalnego, wskaźnik przestępczości, dostęp do oświaty i kultury oraz jakość służby zdrowia. Austriacka stolica uzyskała 108,6 pkt (pozycję miasta ustalano w odniesieniu do Nowego Jorku, któremu przypisano ranking 100,0) zaś 2. i 3. miejsca zajęły szwajcarskie Zurych i Genewa.
Corocznie w Wiedniu organizowane są jarmarki bożonarodzeniowe. W okresie przed Świętami Bożego Narodzenia 2024 roku odbyły się w stolicy Austrii na kampusie Uniwersytetu Wiedeńskiego, w Rathausplatz przed ratuszem, na Maria-Theresien-Platz pomiędzy Muzeum Historii Sztuki a Muzeum Historii Naturalnej, w Karlsplatz, w Stephansplatz i przy Pałacu Belweder.

## Historia

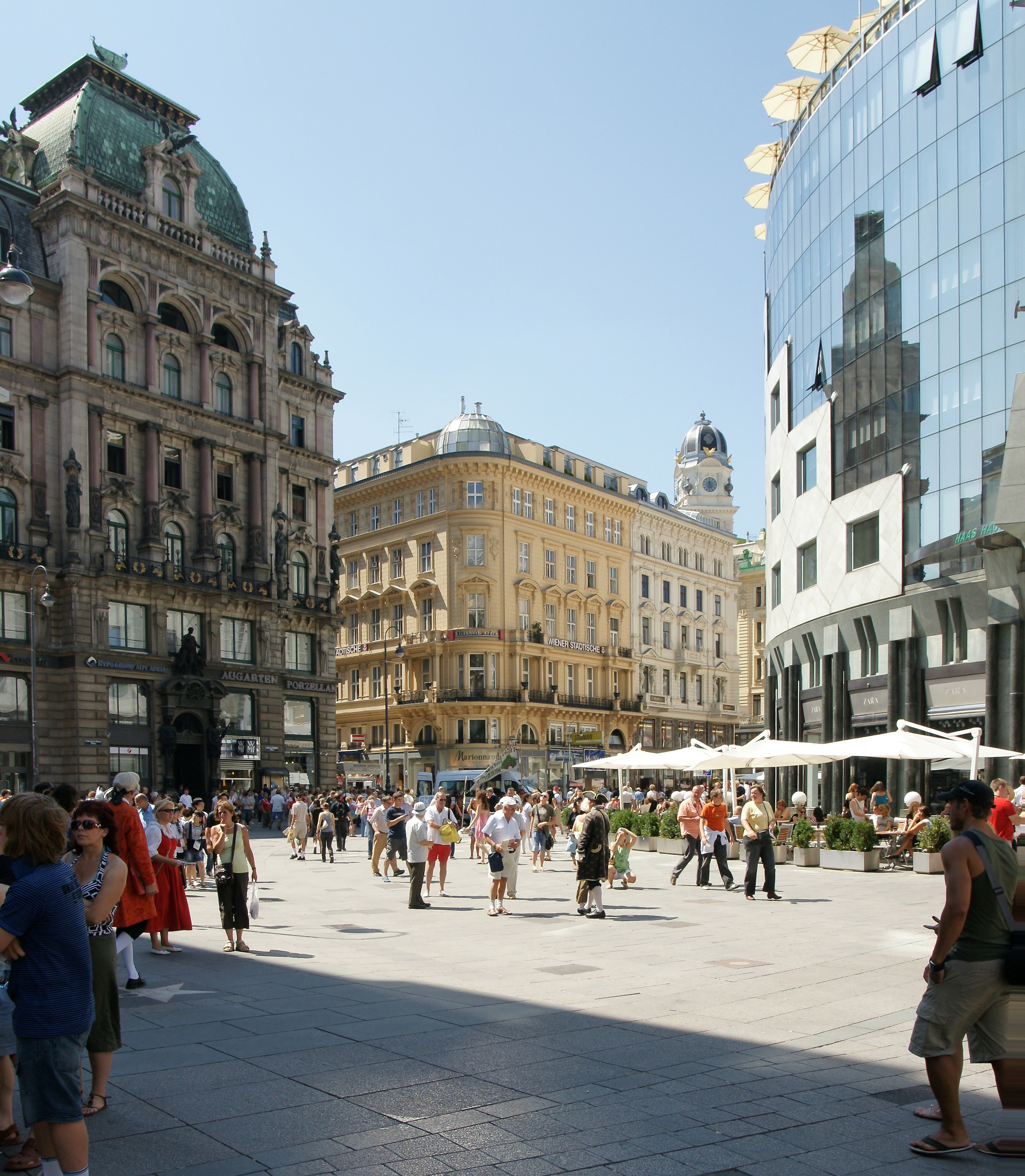
Plac Stephansplatz w centrum miasta

Założony około 500 p.n.e., Wiedeń był pierwotnie osadą plemienia Bojów. W 15 p.n.e. miasto pełniło funkcję rzymskiego posterunku granicznego (Vindobona) strzegącego Imperium Rzymskiego przed najazdami germańskich plemion z północy.
W 1221 roku Wiedeń uzyskał prawa miejskie. We wczesnym średniowieczu miasto rządzone było przez dynastię Babenbergów, a po jej wygaśnięciu, od 1251 do 1276, znajdowało się pod panowaniem czeskiego króla Przemysła Ottokara II, za którego rządów nastąpił okres rozkwitu gospodarczego, mimo pożarów w 1258 i 1262. Wówczas, w 1261, w Wiedniu został zawarty pokój między Czechami a Węgrami. W 1276 roku rządy objęła dynastia Habsburgów. Za ich rządów Wiedeń stał się stolicą Świętego Cesarstwa Rzymskiego, siedzibą biskupstwa, centrum naukowym i kulturalnym. W czasie panowania Rudolfa IV Założyciela (1358–1365) rozpoczęła się budowa katedry św. Szczepana, utworzono uniwersytet. W 1485 roku Wiedeń został zdobyty przez króla węgierskiego Macieja Korwina. Pod jego panowaniem pełnił przez pięć lat funkcję stolicy Królestwa Węgier. Jako znaczący ośrodek handlowy Europy Środkowej w XVI wieku Wiedeń był miastem bardzo zróżnicowanym narodowościowo. Dramatopisarz Wolfgang Schmeltzl w 1548 porównał miasto do wieży Babel, i wśród usłyszanych w Wiedniu języków wymienił m.in. grecki, łacinę, francuski, turecki, hiszpański, czeski, łużycki, włoski, węgierski, niderlandzki, chorwacki, serbski, polski i aramejski. Od połowy XVI wieku zaczęto rozbudowywać fortyfikacje miejskie z powodu ciągłego zagrożenia ze strony tureckiej. W XVI i XVII wieku, dwukrotnie zdołano odeprzeć ataki Turków, również dzięki pomocy ze strony Polski (odsiecz wiedeńska). W XVI wieku w Wiedniu rozpoczął się okres reformacji. W 1679 roku miasto dotknęła epidemia zarazy, która pochłonęła życie około 70 tys. mieszkańców.

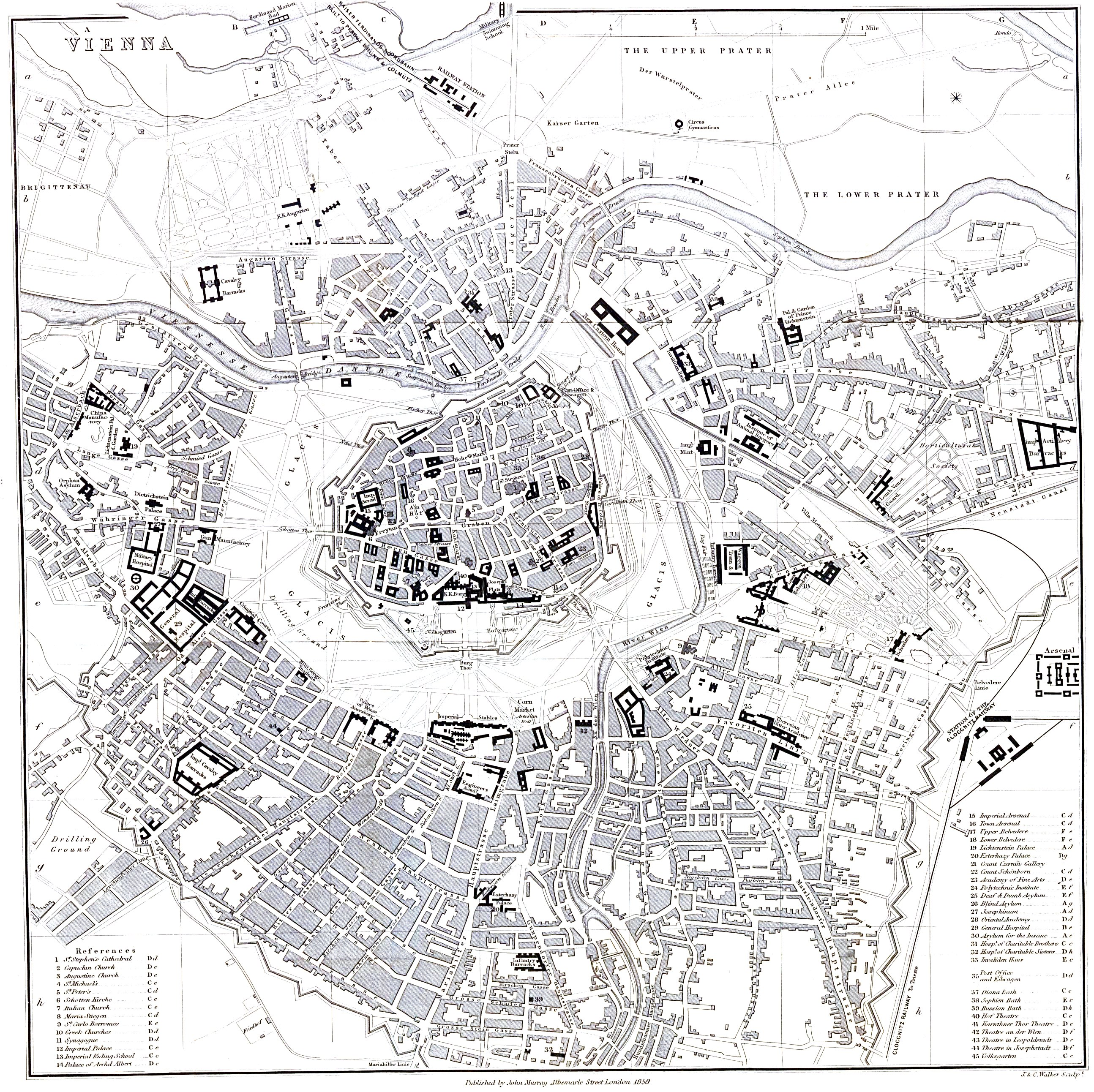
Wiedeń w 1858

Po serii klęsk, które nawiedziły miasto, w XVIII wieku rozpoczął się tzw. „złoty okres” w historii miasta. Znacznie rozwinęły się handel, przemysł, kultura i sztuka. W latach 1814–1815 w Wiedniu obradował kongres wiedeński, na którym ustalono nowy ład w Europie. W okresie Wiosny Ludów, w 1848 roku doszło do licznych manifestacji społecznych w mieście, mieszkańcy domagali się wprowadzenia reform w kraju. Wkrótce po tym władzę objął Franciszek Józef I, który doprowadził do utworzenia monarchii austro-węgierskiej w 1867 roku. W owym czasie zlikwidowano mury obronne, by na ich miejscu zbudować reprezentacyjną ulicę miasta, Ringstraße. Wówczas też powstało wiele budowli, które do dziś pełnią swą reprezentacyjną funkcję. Jako stolica imperium, Wiedeń już w latach dwudziestych (konkretnie w 1826 r.) uzyskał połączenie żeglugowe z Budapesztem, obsługiwane przez Towarzystwo Żeglugi Parowej Dunaju. Na początku lat pięćdziesiątych podróż statkiem rzecznym zajmowała czternaście godzin.
W roku 1918, po zakończeniu I wojny światowej, Wiedeń stał się stolicą republiki austriackiej. W latach 20. i 30. XX wieku stolica Austrii była bastionem socjalizmu, wtedy też uzyskała przydomek „Czerwony Wiedeń”. W 1938 roku, do Wiednia triumfalnie wkroczył Adolf Hitler, który przekonywał Austriaków o znaczeniu Austrii dla Rzeszy. W tymże roku nastąpiło też Przyłączenie Austrii, przez co Wiedeń utracił funkcję stolicy na rzecz Berlina, by stać się prowincjonalnym miastem na rubieżach Rzeszy.
W 1945 udana ofensywa przeprowadzona przez Związek Radziecki pozwoliła na przejęcie Wiednia z rąk Niemców. Po 1945 Wiedeń ponownie stał się stolicą Austrii. Początkowo, podobnie jak Berlin, miasto podzielono na cztery strefy okupacyjne. W latach 1973–1979 wybudowano kompleks budynków Vienna International Centre. W 2014 otwarto dworzec kolejowy Wien Hauptbahnhof.

## Podział administracyjny

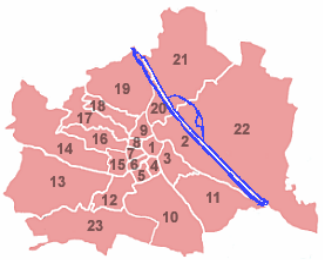
Dzielnice Wiednia

Wiedeń dzieli się na 23 dzielnice (Bezirk), które nie są jednak samodzielnymi jednostkami administracyjnymi (samorządowymi), odpowiadającymi powiatom w pozostałych krajach związkowych Austrii, a tylko częściami jednolitej administracji miejskiej. Mają jednak pewne (wąskie) uprawnienia i są okręgami wyborczymi do rady miasta, co daje im pewną tożsamość polityczną. Numery dzielnic występują na tablicach z nazwami ulic i placów.
| 1. Innere Stadt (centrum) – 16 797 osób 2. Leopoldstadt – 97 677 3. Landstraße – 85 713 4. Wieden – 31 187 5. Margareten – 53 101 6. Mariahilf – 29 769 7. Neubau – 30 515 8. Josefstadt – 23 955 | 1. Alsergrund – 39 895 2. Favoriten – 179 179 3. Simmering – 91 606 4. Meidling – 89 172 5. Hietzing – 51 014 6. Penzing – 85 443 7. Rudolfsheim-Fünfhaus – 72 593 8. Ottakring – 96 377 | 1. Hernals – 53 409 2. Währing – 48 147 3. Döbling – 69 324 4. Brigittenau – 84 159 5. Floridsdorf – 144 811 6. Donaustadt – 162 592 7. Liesing – 94 801 |

## Demografia
Już w pierwszych latach XIX wieku Wiedeń zamieszkiwało 200 tys. osób. W latach 40. liczba ta wzrosła do ½ mln, by w kolejnych latach osiągnąć 1 mln (lata 70.) i 1,5 mln (lata 90. XIX wieku). W roku 1916 Wiedeń był miejscem zamieszkania 2¼ mln obywateli Austro-Węgier. Była to największa liczba mieszkańców w całej historii miasta.
1 stycznia 2015 23 dzielnice miasta zamieszkiwało ponad 1,79 mln osób. Prawie 77,7% wiedeńczyków stanowią rdzenni Austriacy. Pozostałe 386,4 tys. stanowią obcokrajowcy, których udział w ludności od wielu lat systematycznie rośnie. W roku 2002 stanowili oni 16,4% mieszkańców stolicy, w 2012 było ich 22,3%. Wiedeń jest głównym skupiskiem Polonii w Austrii.

## Klimat
| Miesiąc                                | Sty | Lut | Mar | Kwi | Maj | Cze | Lip | Sie | Wrz | Paź | Lis | Gru | Roczna |
| -------------------------------------- | --- | --- | --- | --- | --- | --- | --- | --- | --- | --- | --- | --- | ------ |
| Średnie temperatury w dzień [°C]       | 4   | 6   | 10  | 16  | 21  | 24  | 27  | 27  | 21  | 15  | 8   | 5   | 15,3   |
| Średnie temperatury w nocy [°C]        | -1  | 0   | 4   | 8   | 13  | 15  | 17  | 18  | 14  | 9   | 4   | 1   | 8,5    |
| Opady [mm]                             | 21  | 29  | 39  | 39  | 61  | 63  | 67  | 67  | 50  | 33  | 44  | 35  | 548    |
| Źródło: NajlepszaPogoda.com 17.10.2016 |     |     |     |     |     |     |     |     |     |     |     |     |        |

## Architektura

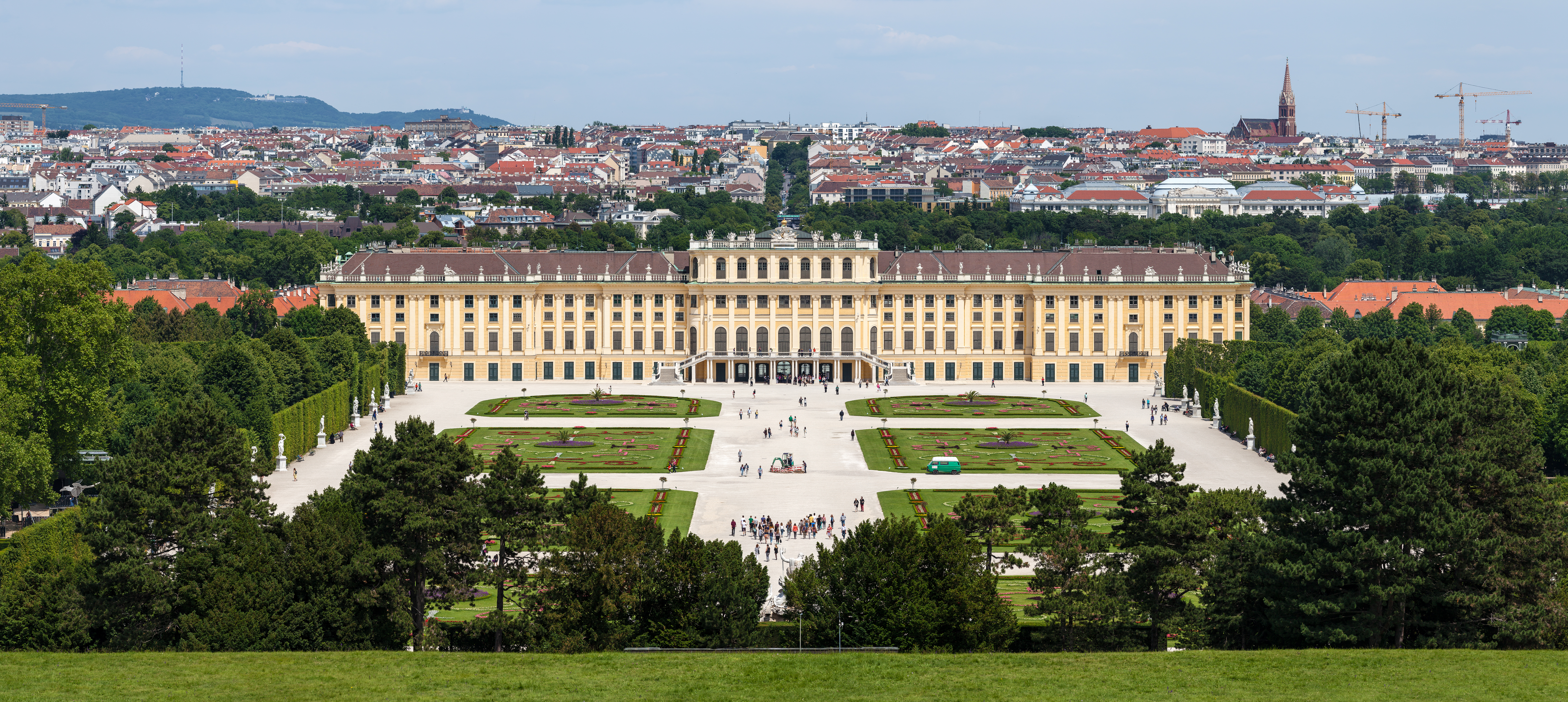
Pałac Schönbrunn

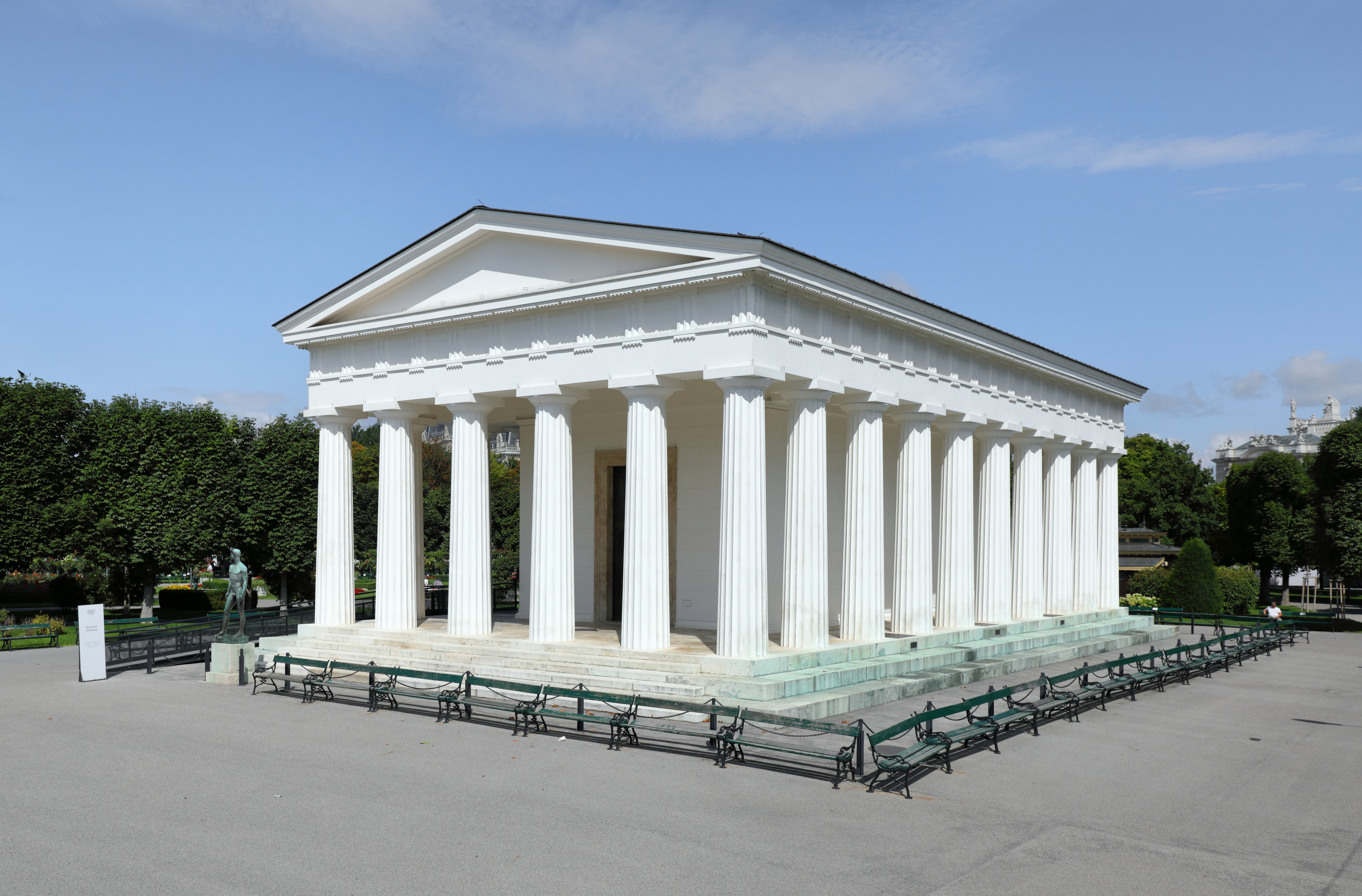
Volksgarten. Wiedeń. Austria

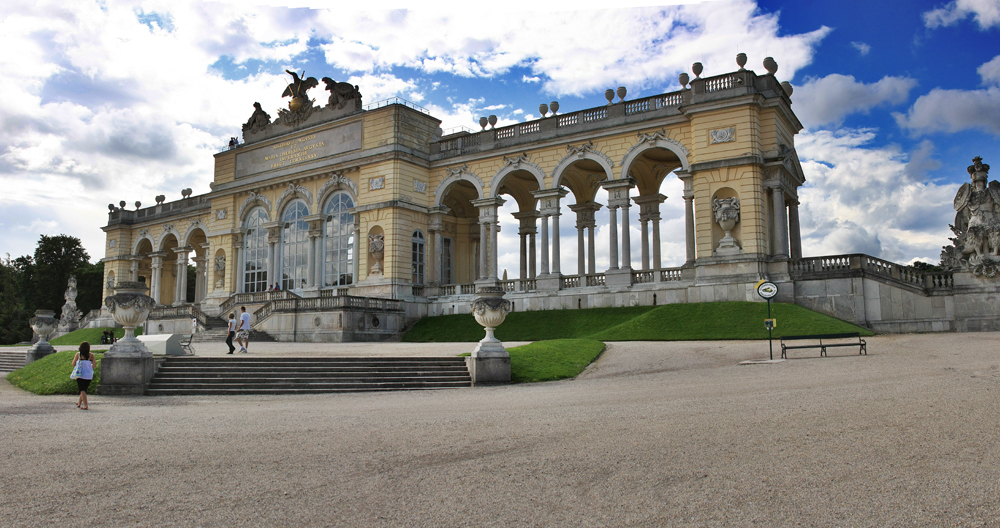
Glorieta w ogrodach pałacu Schönbrunn

W Wiedniu można znaleźć budowle reprezentujące wszystkie najważniejsze style architektoniczne, począwszy od romańskiego kościoła św. Ruprechta przez gotycką katedrę św. Szczepana, barokowy kościół św. Karola, klasycystyczny parlament aż do budynków współczesnych takich jak modernistyczne osiedle mieszkaniowe Wohnpark Alterlaa z lat siedemdziesiątych XX wieku. W XIX wieku architektura wiedeńska stała się inspiracją dla innych miast byłego Imperium Austro-węgierskiego, takich jak Budapeszt, Kraków czy Lwów. Zabytki znajdują się przeważnie w centrum (Innere Stadt).
Centrum historycznego Wiednia było otoczone murami obronnymi, które zostały zburzone w 1857 roku, by umożliwić miastu dalszy rozwój terytorialny i docelowo wchłonąć okoliczne miejscowości. W miejsce murów obronnych powstała szeroka aleja Ringstraße, wzdłuż której powstały reprezentacyjne budowle użyteczności publicznej, w tym ratusz, Burgtheater, uniwersytet, parlament, Muzeum Historii Sztuki i opera.

## Zabytki i turystyka

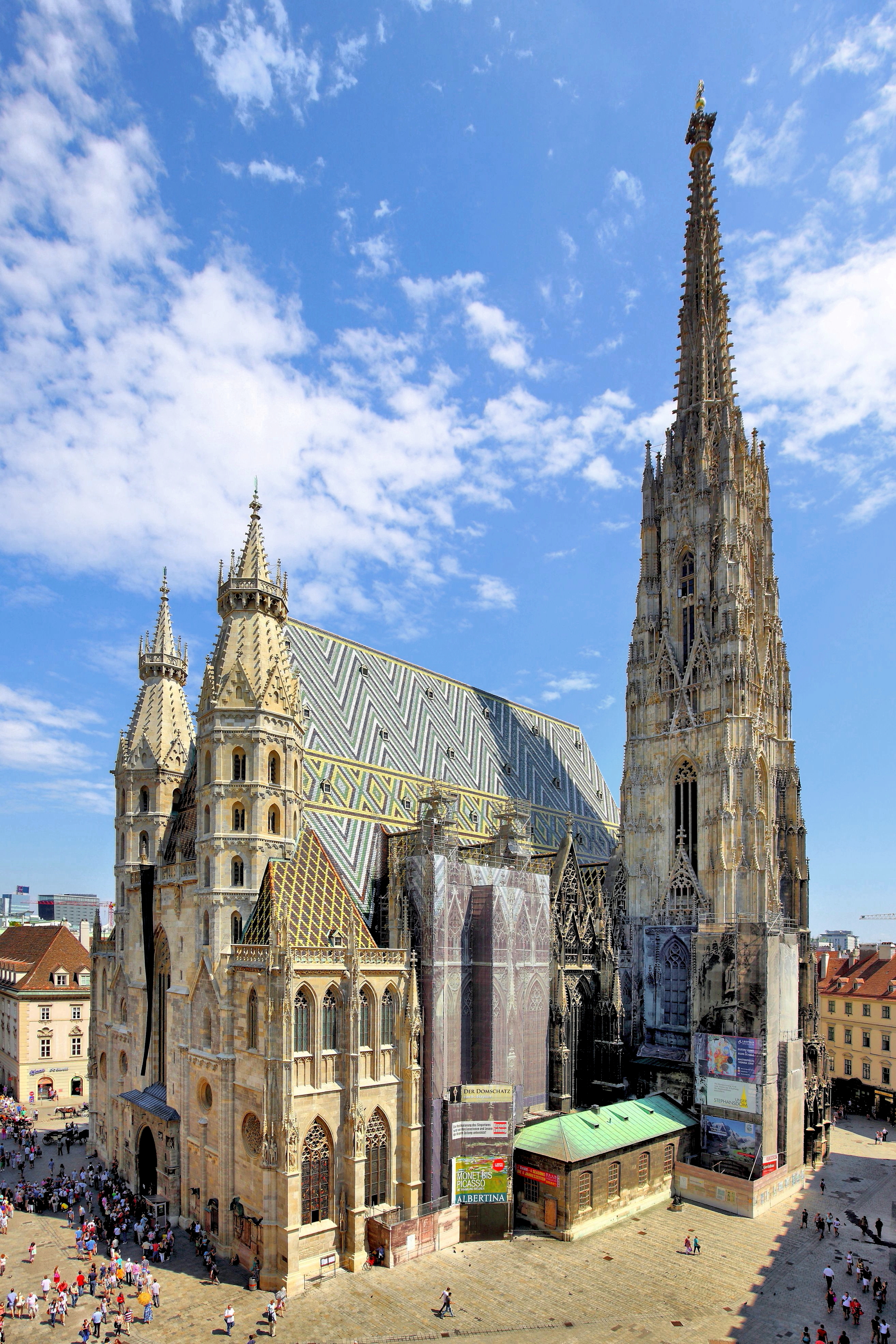
Gotycka Katedra św. Szczepana

- Gotycka Katedra św. Szczepana (niem. Stephansdom) – jeden z najcenniejszych zabytków sakralnych w Wiedniu. Budowla kościoła związana jest ściśle ze staraniami Babenbergów i Habsburgów o własne biskupstwo wiedeńskie. Budowa kościoła zakończyła się w 1276 roku. Przebudowa w stylu gotyckim rozpoczęła się w roku 1304.

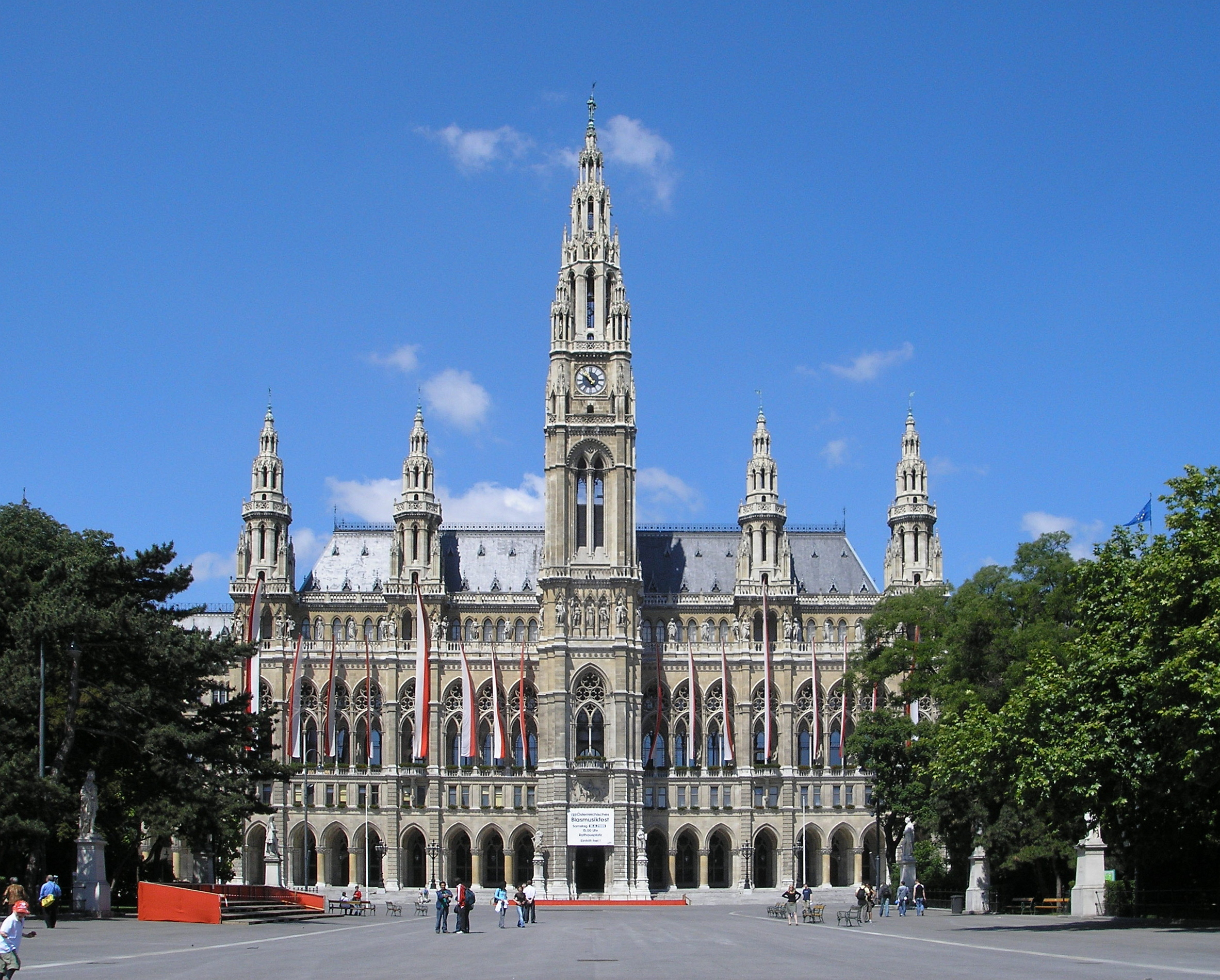
Ratusz

- Ratusz (niem. Wiener Rathaus) – zbudowany w stylu neogotyckim w latach 1872–1883, zaprojektowany przez Friedricha von Schmidta.

- Kolumna Morowa (niem. Pestsäule) – wzniesiona w stylu barokowym, zbudowana z polecenia Leopolda I w 1679 roku na pamiątkę ocalenia go od epidemii dżumy. Pomnik przedstawia Trójcę Świętą.

- Budynek parlamentu – attyka przyozdobiona jest marmurowymi figurami przedstawiającymi uczonych i starożytnych mężów stanu. W środkowej części budynku znajdują się Sala Kolumnowa i Sala Przyjęć z galerią portretów.

- Kościół św. Ruprechta (niem. Ruprechtskirche) – najstarszy kościół Wiednia, wielokrotnie rekonstruowany i przebudowywany. Nawa główna i niższe piętra wieży pochodzą z XI wieku. Pierwotnie służył rybakom i żeglarzom, którzy modlili się w nim o pomyślną podróż.

- Kościół św. Karola Boromeusza (niem. Karlskirche) – bogato zdobiona budowla reprezentująca styl barokowy. Kościół zbudowany został na polecenie Karola VI po ostatniej z kilku epidemii dżumy, które nawiedziły Wiedeń. Budowa trwała w latach 1716–1737, architektem był Johann Bernhard Fischer von Erlach. Kościół wzniesiono na planie elipsy połączonej z krzyżem greckim. W centrum fasady, na osi z kopułą, umieszczono portyk, flankowany przez dwie kolumny (dzwonnice) pokryte spiralnie biegnącymi płaskorzeźbami.

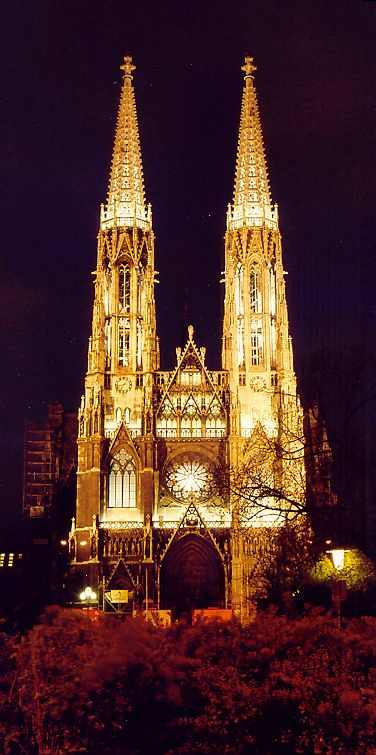
Kościół Wotywny

- Kościół Wotywny (niem. Votivkirche) – wybudowany w latach 1855–1879 i ufundowany przez cesarza Maksymiliana. Architekci wzorowali się na francuskich katedrach gotyckich z XIII wieku. Ta okazała, trójnawowa bazylika z transeptem i wielobocznie zamkniętym prezbiterium oraz dwuwieżową fasadą posiada bogate detale architektoniczne: sterczyny, pinakle, kwiatony, maswerki i łuki oporowe. Kościół nakryty jest wysokimi dachami dwuspadowymi pokrytymi glazurowaną kolorową dachówką, analogiczną do dachów katedry wiedeńskiej. Dwie potężne wieże kościoła liczą po 99 metrów wysokości.
- Kościół Świętej Trójcy (niem. Wotrubakirche), który powstał w 1976 roku, został uznany za „dzieło sztuki nowoczesnej”[10] i „jest to jedna z najważniejszych budowli sakralnych okresu powojennego w Europie Środkowej”, reprezentuje brutalizm, który jest nurtem architektury późnego modernizmu[11].

- Wiener Prater – największy park publiczny w środkowej Europie i jeden z największych na świecie. Park zajmuje około 1700 ha. W 1766 roku cesarz Józef II udostępnił mieszkańcom dawne tereny łowieckie Habsburgów. Dało to początek powstaniu parku rozrywki. Na Praterze znajdują się stadion sportowy im. Ernsta Happela oraz lunapark, który obecnie jest największym europejskim wesołym miasteczkiem. W lunaparku znajduje się około 280 atrakcji. Każda kosztuje w granicach od 1 do 15 Euro. Są tu dostępne prawie wszystkie rodzaje karuzel świata.

### Pałace

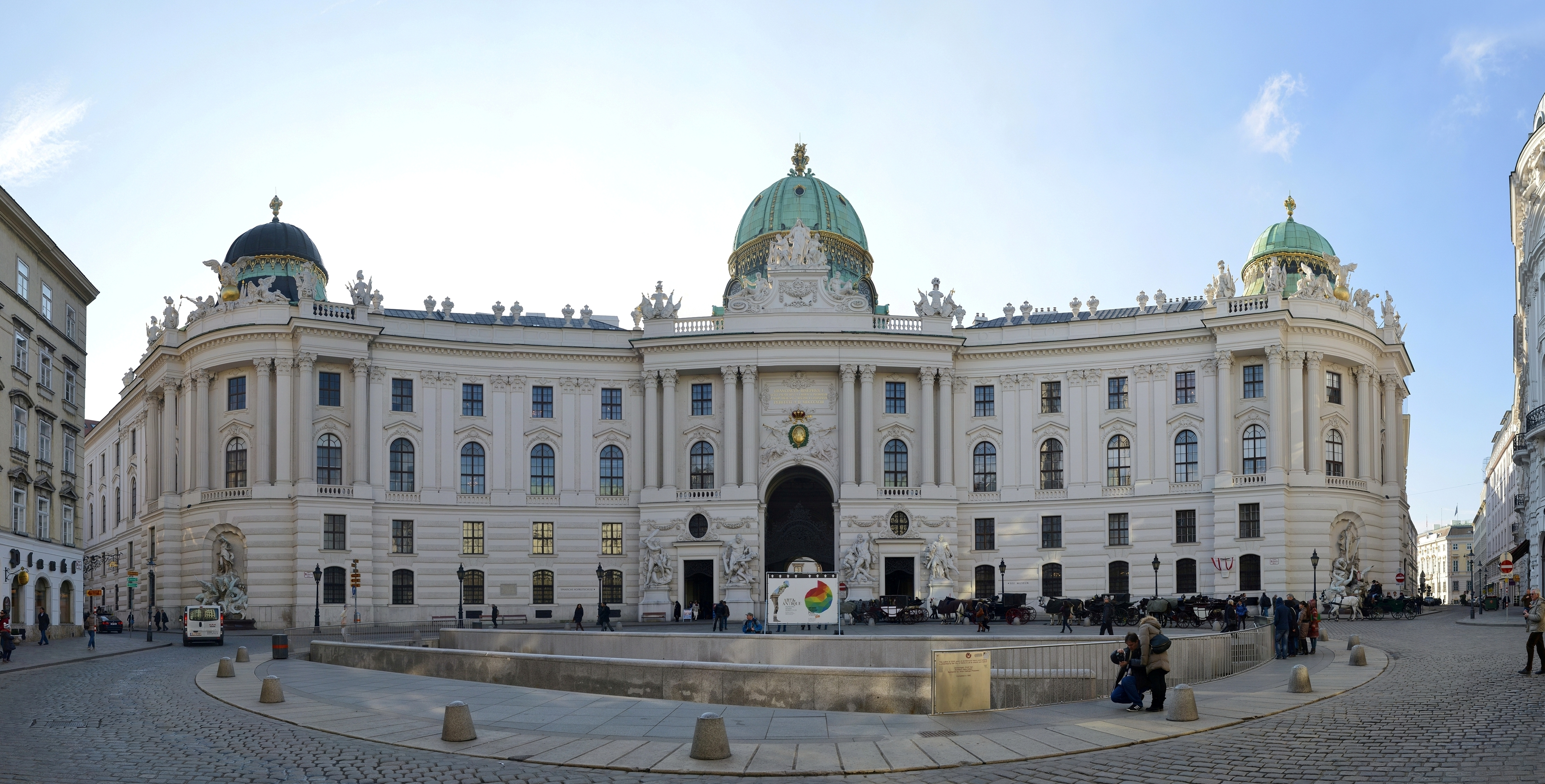
Pałac Hofburg

- Pałac Augarten (niem. Augartenpalais) – znajduje się w 2. dzielnicy Leopoldstadt. Główna siedziba Wiedeńskiego Chóru Chłopięcego Sängerknaben. W pałacu znajduje się gimnazjum. Tutaj mają miejsce próby chóru. W pobliżu, w parku Augarten, znajduje się fabryka porcelany Porzellanmanufaktur Augarten(inne języki).

- Pałac Schönbrunn (niem. Schloss Schönbrunn) – niegdyś letnia rezydencja cesarska. Za czasów Marii Teresy został przebudowany w stylu francuskim. W pałacu urodził się i umarł Franciszek Józef I, a w 1918 roku podpisał rezygnację z udziału w rządach Karol I.

- Belweder – obiekt pełniący funkcję zespołu pałacowo-ogrodowego, który za swoich czasów był letnią rezydencją księcia Eugeniusza.

- Pałac Kinskich (niem. Palais Kinsky) – wzniesiony w stylu barokowym, związany jest z rodem Kinsky, który jest właścicielem pałacu od roku 1784. Pałac wybudowany został w latach 1713–1719 przez Johanna Lucasa von Hildebrandta. 7 maja 1763 urodził się tu ks. Józef Poniatowski.

- Pałac Hofburg – dawna rezydencja cesarska pełniąca funkcję pałacu zimowego. Budowa rozpoczęła się w XIII wieku, a w kolejnych epokach budynek był wielokrotnie przebudowywany.

## Transport

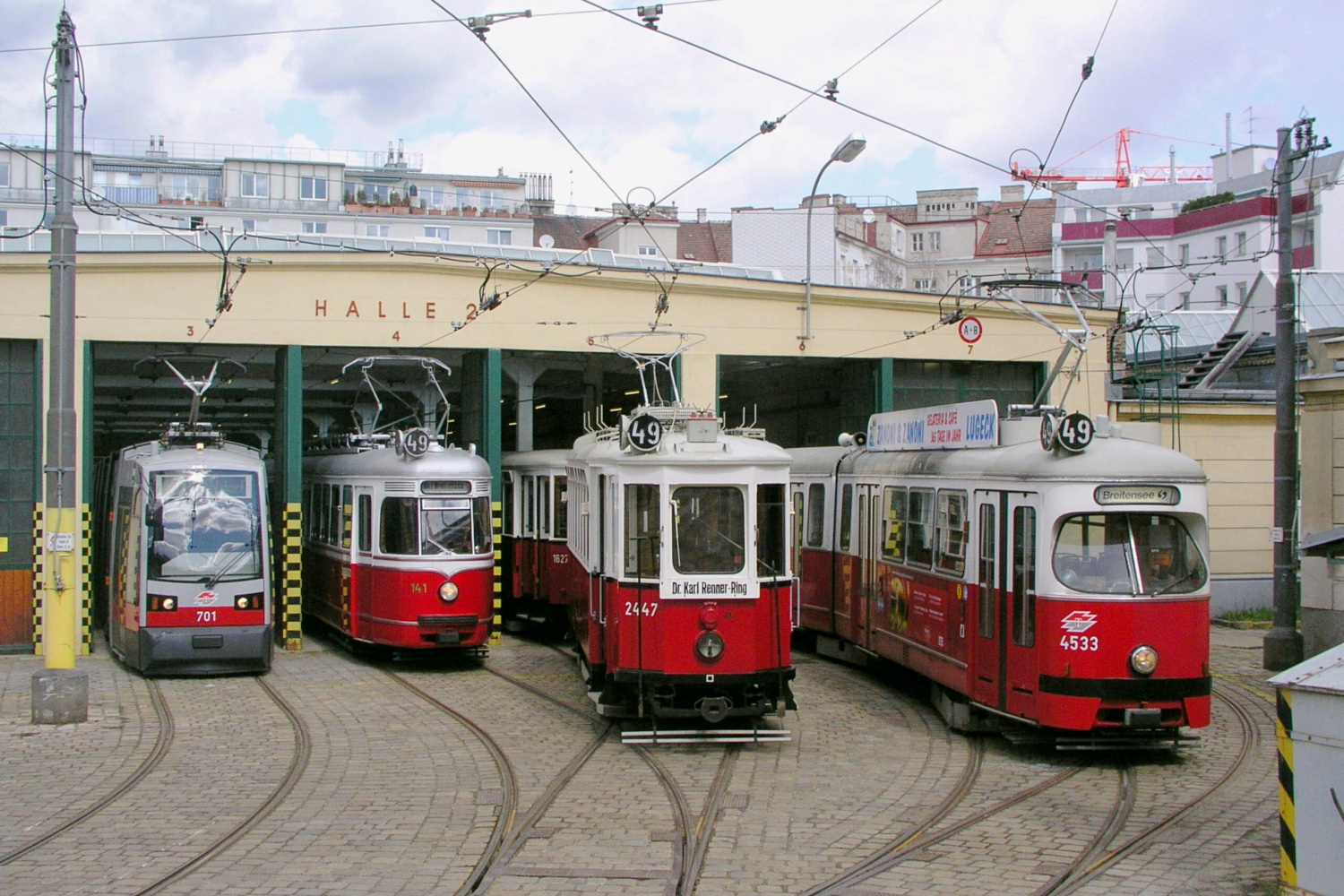
Wiedeń ma znakomitą sieć tramwajową, jedną z najstarszych w Europie

### Kolejowy
Głównym dworcem do 13 grudnia 2009 był Wien Südbahnhof, którego połączenia na czas przebudowy przejął dworzec Wien Meidling. Ruch w kierunku Salzburga, Zurychu i Niemiec obsługiwał dworzec Wien Westbahnhof. Połączenia lokalne obsługiwane były przez S-Bahn w Wiedniu. W 2014 roku otwarto nowy dworzec Wien Hauptbahnhof, który przejął większość ruchu dalekobieżnego.

### Lotniczy
Port lotniczy Wiedeń-Schwechat to największe międzynarodowe lotnisko w Austrii, oddalone o 18 km na południowy wschód od Wiednia, leży w pobliżu miasta Schwechat. W roku 2023 obsłużyło prawie 29,5 mln pasażerów.

## Kultura

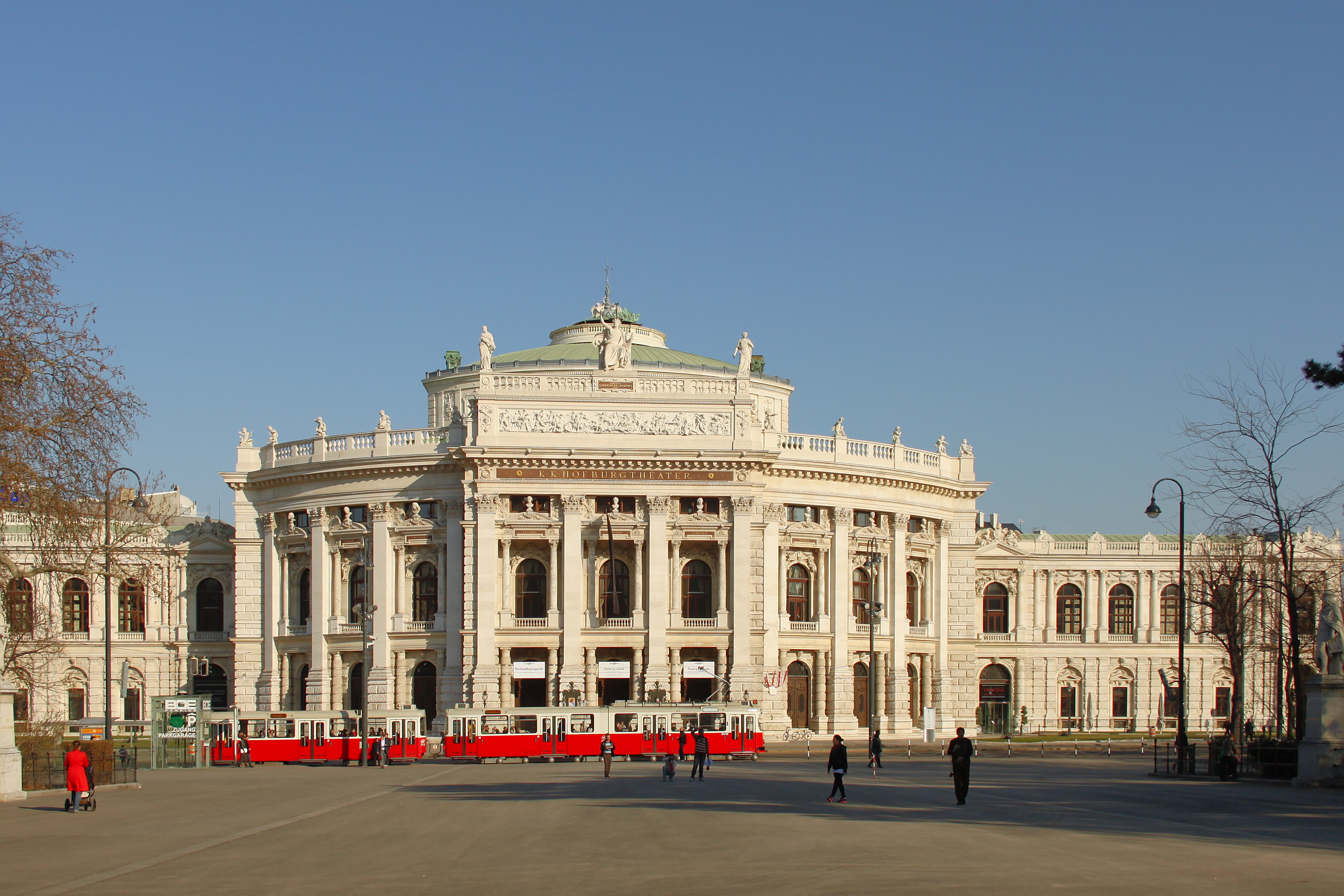
Burgtheater

Wiedeń jest znaczącym ośrodkiem kultury europejskiej. Oprócz licznych muzeów, teatrów i galerii sztuki, znajdują się tu gmach opery z 1861 roku, i klasycystyczny budynek Filharmonii z 1842 roku.

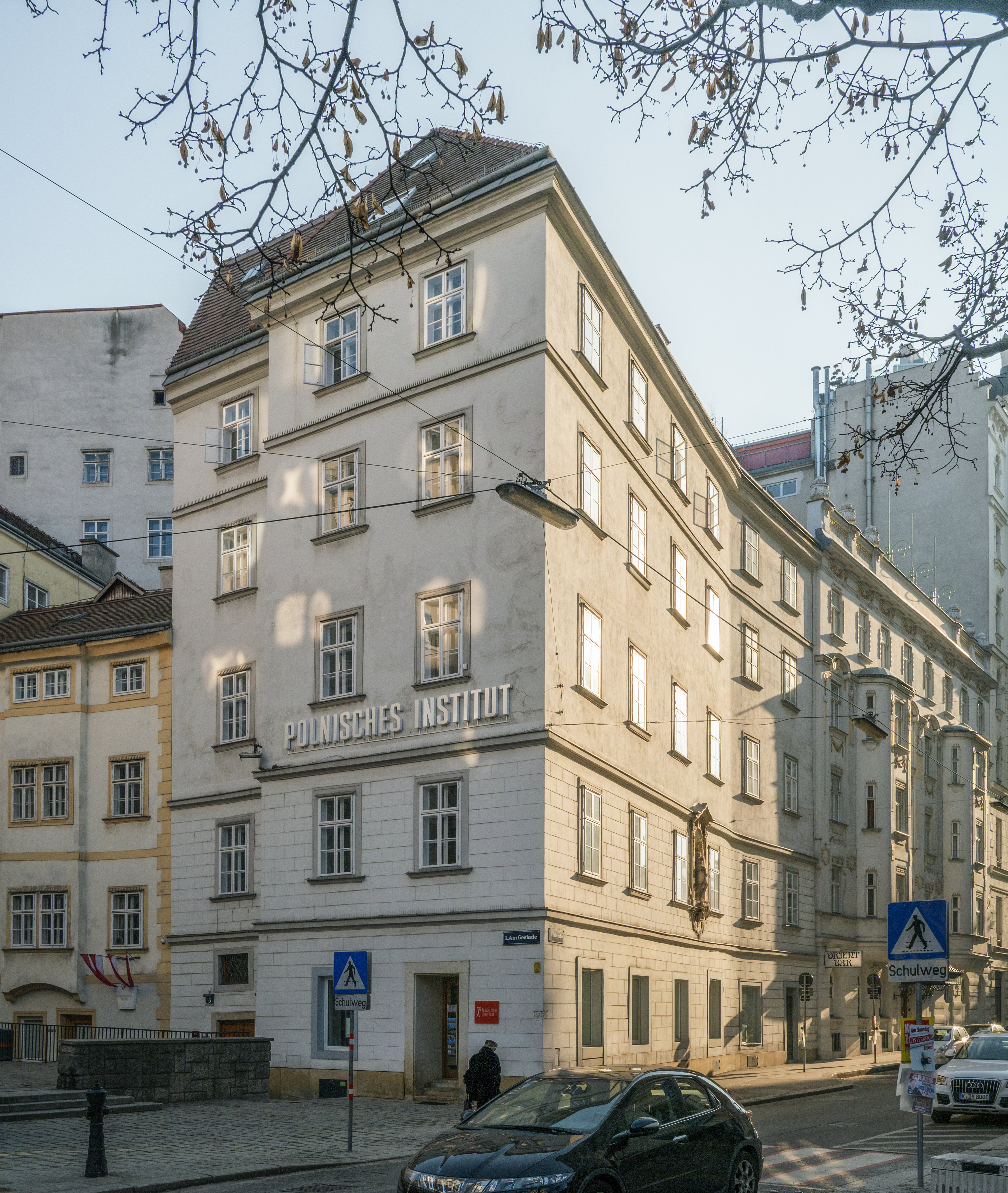
Instytut Polski w Wiedniu

### Muzyka
Kompozytorzy związani z Wiedniem to kompozytorzy XVIII wieku określeni jako klasycy wiedeńscy – Joseph Haydn, Wolfgang Amadeus Mozart i Ludwig van Beethoven, a także Christopha Willibalda Glucka, Antonia Salieriego czy Franza Xavera Süssmayra.
Z Wiedniem związani są również: Franz Schubert, Franz Liszt, Johannes Brahms, Johann Strauss (ojciec), Johann Strauss (syn), Franz Lehar, Joseph Lanner, Anton Bruckner, Gustav Mahler oraz kompozytorzy XX wieku, przedstawiciele tzw. drugiej szkoły wiedeńskiej: Arnold Schönberg, Anton Webern, Alban Berg oraz Ernst Křenek, czy Hans Graf.
W Wiedniu swoje siedziby mają słynna orkiestra austriacka Wiener Philharmoniker oraz chór chłopięcy Wiener Sängerknaben.
Z Wiednia transmitowane są corocznie 1 stycznia Koncerty Noworoczne.

### Literatura
Wśród literatów, którzy związani byli z Wiedniem na uwagę zasługują:
- Thomas Bernhard, który większość swego dzieciństwa spędził w Wiedniu
- Elias Canetti, laureat Nagrody Nobla w dziedzinie literatury. Mieszkał w Wiedniu w latach 1912–1916, a następnie w latach 1924–1929 studiował chemię na Uniwersytecie Wiedeńskim
- Elfriede Jelinek, laureatka Nagrody Nobla w dziedzinie literatury. Mając 13 lat została przyjęta do Konserwatorium Wiedeńskiego, gdzie studiowała m.in. grę na fortepianie, organach oraz kompozycję. Po maturze studiowała historię sztuki, muzykologię i teatrologię na Uniwersytecie Wiedeńskim.
- Pietro Metastasio
- Johann Nepomuk Nestroy, urodzony w Wiedniu, austriacki aktor i pisarz.
- Lorenzo Da Ponte
- Arthur Schnitzler, najważniejszy przedstawiciel modernizmu austriackiego.

### Muzea i galerie

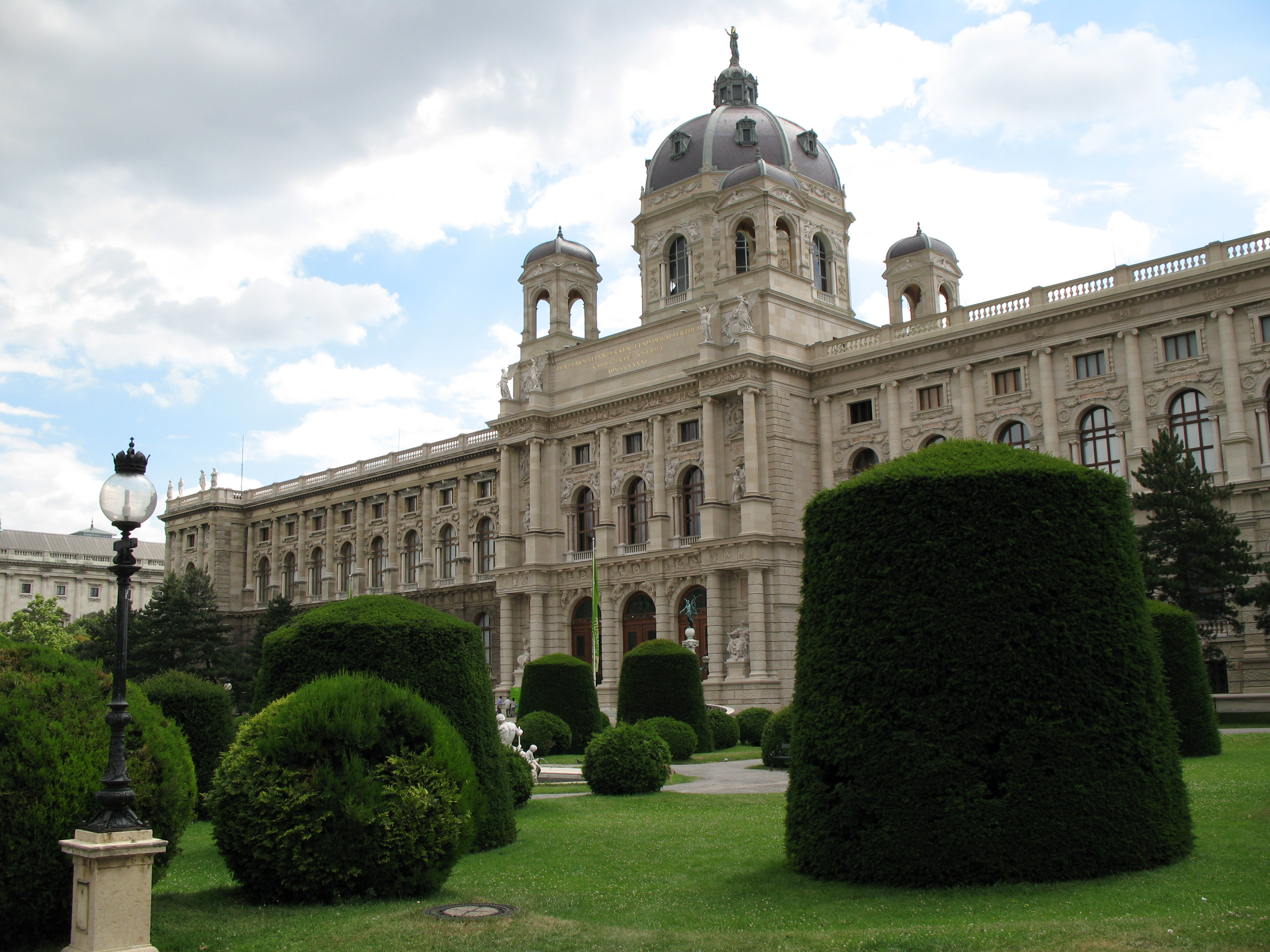
Muzeum Historii Sztuki w Wiedniu (Kunsthistorisches Museum)

Na terenie Hofburga w 1. dzielnicy, Innere Stadt, znajduje się wiele muzeów związanych z panowaniem dynastii Habsburgów, w tym:
- Schatzkammer – cesarski skarbiec
- Muzeum Sisi, w którym znajdują się pamiątki i przedmioty należące do Elżbiety Bawarskiej, żony cesarza Franciszka Józefa, a także cesarskie apartamenty
- Austriacka Biblioteka Narodowa
- Ephesos Museum(inne języki) – eksponaty przywiezione w latach 1896 i 1906 z Efezu

Przy placu Maria-Theresien-Platz w 1. dzielnicy:
- Muzeum Historii Sztuki w Wiedniu (Kunsthistorisches Museum) – muzeum historii sztuki otwarte w 1891 roku. Kolekcja obrazów malarstwa europejskiego od XV do XVIII wieku, w tym dzieła m.in. Pietera Bruegla, Petera Paula Rubensa, Tycjana, Rembrandta van Rijn, Velazqueza
- Naturhistorisches Museum Wien – muzeum historii naturalnej. Znajduje się tutaj słynna Wenus z Willendorfu – najstarsza figurka bogini płodności

Niemal bliźniacze budynki obu muzeów stoją naprzeciwko siebie i zaliczane są do najokazalszych wiedeńskich budowli.
Inne muzea na terenie 1. dzielnicy Wiednia:

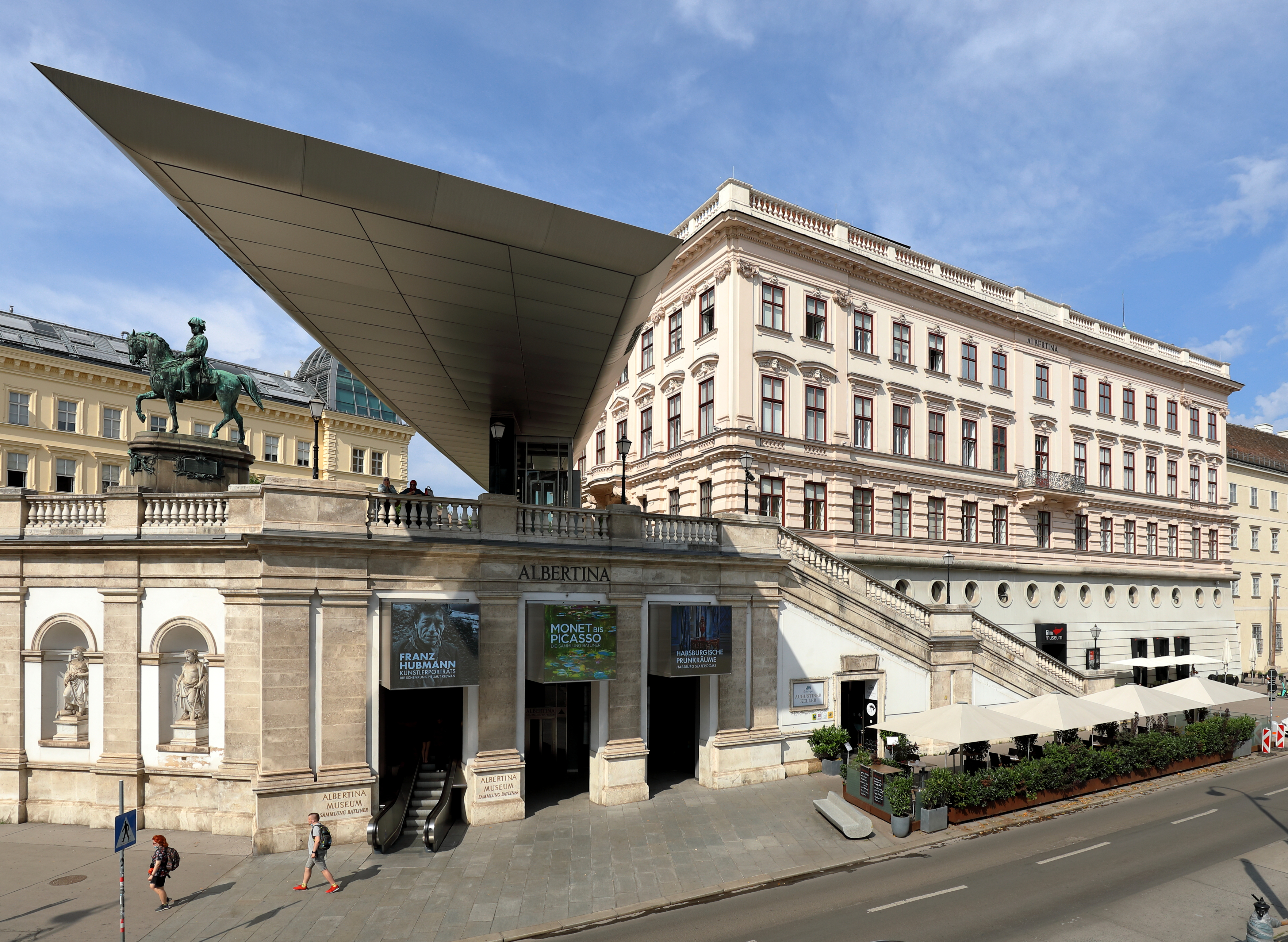
Galeria Albertina

- Galeria Albertina w 1. dzielnicy w pałacu Palais Erzherzog Albrecht(inne języki), muzeum sztuki założone w 1768 roku przez księcia Alberta Sasko-Cieszyńskiego i jego żonę arcyksiężnę Austrii Marię Krystynę – jedna z największych na świecie kolekcji grafik.

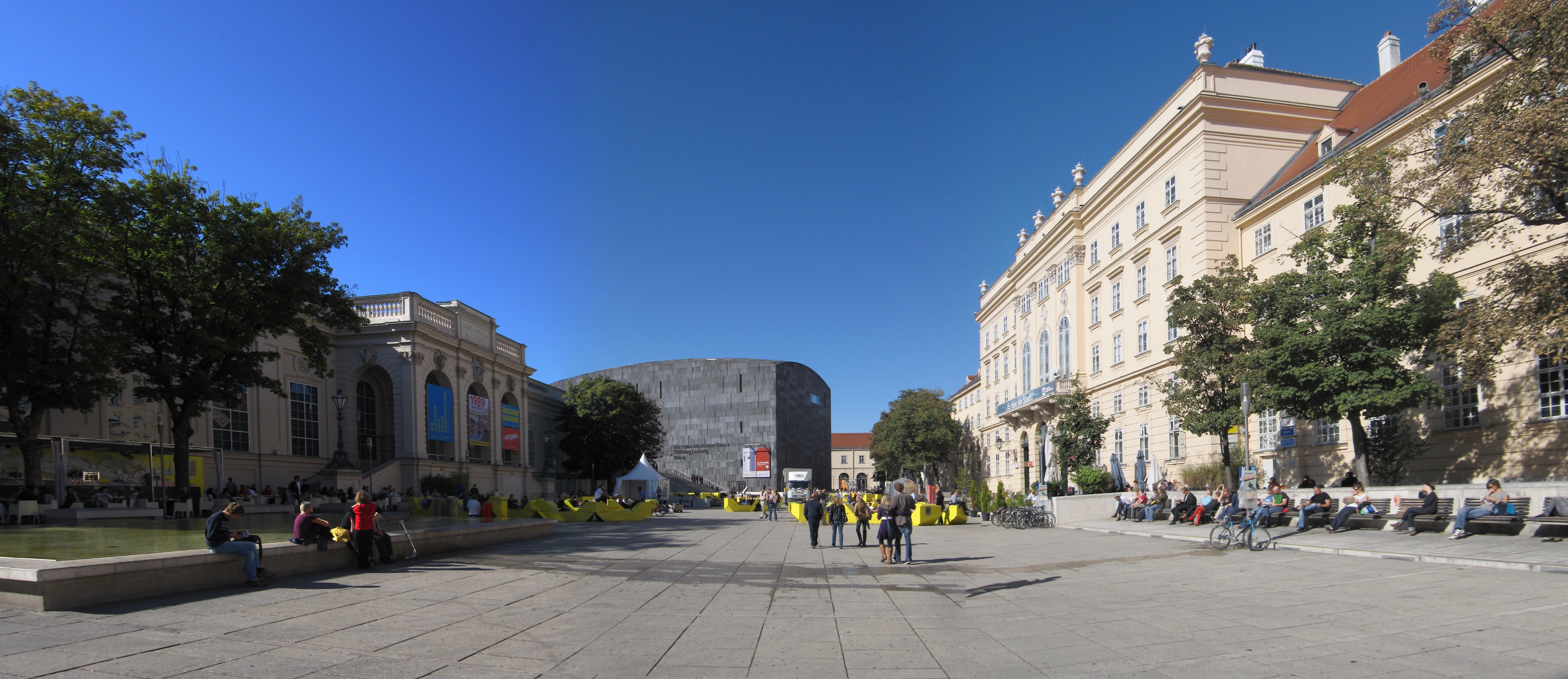
MuseumsQuartier

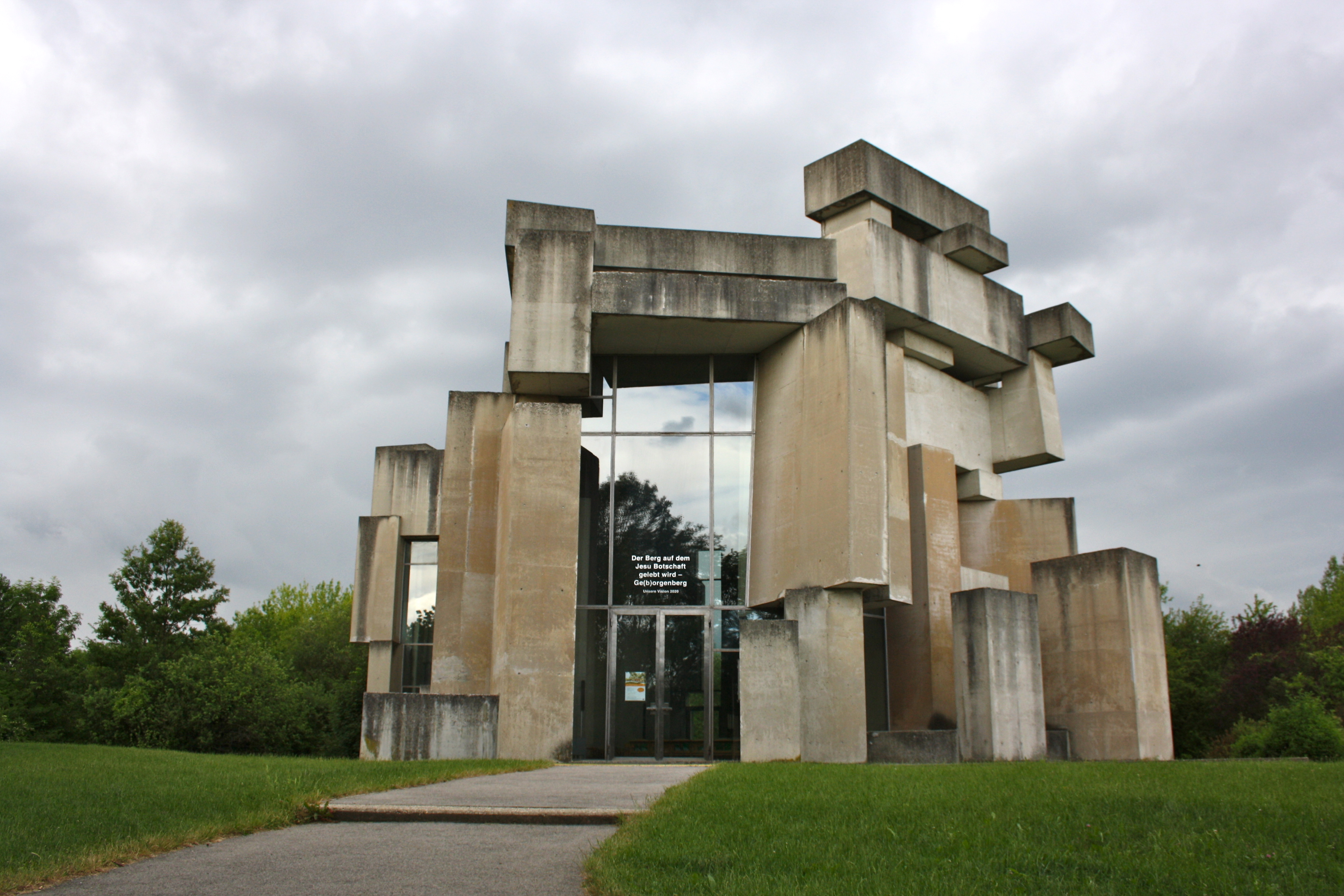
Kościół Świętej Trójcy w Wiedniu (niem. Wotrubakirche), arcydzieło modernizmu

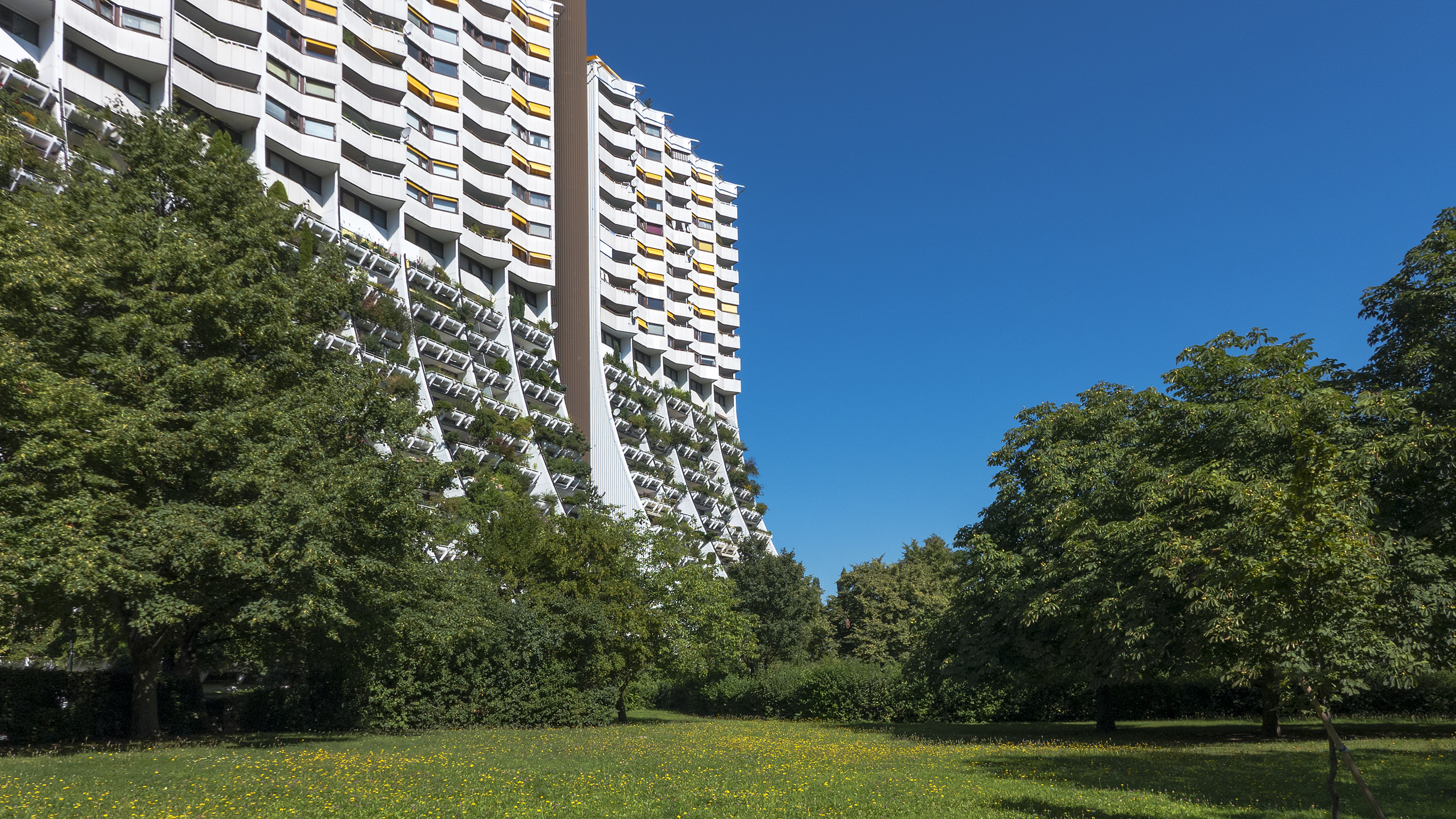
Osiedle mieszkaniowe Wohnpark Alterlaa w Wiedniu, arcydzieło modernizmu. Wyróżnia się wspólnymi tarasami dachowymi z basenami i saunami oraz prywatnymi wiszącymi ogrodami w każdym budynku.

W 7. dzielnicy, Neubau, znajduje się kompleks architektoniczny MuseumsQuartier (Dzielnica Muzeów). Całość zajmuje powierzchnię 90 000 m², co czyni go jednym z największych tego typu kompleksów na świecie. Jest miejscem wystaw, koncertów, spektakli tanecznych, wieczorów autorskich. Obszar odwiedzany jest przez ponad 3 mln turystów rocznie. Na terenie MuseumsQuartier znajdują się:
- Leopold Museum – mieści największą na świecie kolekcję prac Egona Schiele. Muzeum obejmuje również duże kolekcje twórców secesji wiedeńskiej oraz austriackiego ekspresjonizmu (Gustav Klimt, Richard Gerstl, Oskar Kokoschka).
- MUMOK – (niem. Museum Moderner Kunst Stiftung Ludwig Wien(inne języki)) – Muzeum Sztuki Nowoczesnej. Muzeum obejmuje kolekcję około 7 tys. dzieł sztuki nowoczesnej, w tym prace Andy Warhola, Pablo Picasso, Josepha Beuysa, Nama June Paika, Wolfa Vostella, Gerharda Richtera, Jaspera Johnsa oraz Roya Lichtensteina. Ponad 230 prac zostało przekazanych muzeum przez niemieckiego przemysłowca i kolekcjonera sztuki Petera Ludwiga oraz jego żonę Irene w roku 1981.
- Kunsthalle Wien – centrum wystawowe prezentujące współczesną sztukę międzynarodową
- Tanzquartier Wien(inne języki) – centrum tańca nowoczesnego
- Architekturzentrum Wien – centrum teatralne dla młodego widza
- ZOOM Kindermuseum(inne języki) – centrum sztuki dla dzieci

Inne muzea na terenie Wiednia:
- Pawilon Secesji w Wiedniu
- Muzeum Techniki (Technisches Museum Wien) – w 14. dzielnicy, Penzing. Jedno z największych muzeów techniki w Europie.
- KunstHausWien

### Teatry i opery
- Opera wiedeńska – opera narodowa.
- Volksoper – druga po Operze wiedeńskiej tzw. Opera Ludowa prezentująca lżejszy repertuar – operetki, muzikale i przedstawienia baletowe.
- Wiener Musikverein – Filharmonia wiedeńska.
- Wiener Konzerthaus(inne języki) – Filharmonia wiedeńska.
- Teatr Zamkowy (niem. Burgtheater) w 1. dzielnicy, Innere Stadt, jeden z najbardziej prestiżowych teatrów w krajach niemieckojęzycznych, oficjalnie otwarty 14 marca 1741. Znajduje się przy wiedeńskim Ringu. Pierwotny gmach, wzniesiony za panowania Marii Teresy, zastąpiono pod koniec XIX wieku istniejącym do dziś budynkiem w stylu włoskiego renesansu.
- Volkstheater – dawny Deutsches Volkstheater, jeden z największych teatrów w krajach niemieckojęzycznych. Założony w roku 1889 przez poetę Ludwiga Anzengruber.
- Theater in der Josefstadt(inne języki) – w 8. dzielnicy, tzw. Josefstadt, założony w 1788 roku, najstarszy do dzisiaj działający teatr Wiednia. Wraz z Leopoldstädter Theater(inne języki) i Theater auf der Wieden(inne języki) należy do Grupy Wiener Vorstadttheater(inne języki). Jest to grupa trzech prywatnych teatrów znajdujących się poza murami miasta, czyli Wiener Ringstraße.
- Theater an der Wien – od roku 2006 nazywany Nową Operą. W teatrze tym miało miejsce prawykonanie opery Fidelio Ludwiga van Beethovena.
- Marionettentheater Schloss Schönbrunn(inne języki) – w 13. dzielnicy, Hietzing, założony w 1994 roku teatr kukiełkowy. Wystawiane są tutaj sztuki teatralne i opery dla dorosłych i dzieci.
- Raimundtheater(inne języki) – w 6. dzielnicy, Mariahilf, nazwany imieniem Ferdinanda Raimunda, dramaturga austriackiego. Otwarty w roku 1893.
- Ronacher – w 1. dzielnicy, Innere Stadt.
- Vienna’s English Theatre(inne języki) – w 8. dzielnicy, założony w 1963 roku. Wystawiane są tam sztuki w języku angielskim.

## Oświata i nauka
Uniwersytet Wiedeński (niem. Universität Wien), założony 12 marca 1365, jest najstarszą uczelnią w niemieckojęzycznym obszarze językowym. Uczelnia została założona przez Rudolfa IV. Nowoczesną organizację uczelni wprowadził Franciszek Józef. Obecnie uczy się tu ponad 60 tys. studentów, a biblioteka uniwersytecka liczy ponad 2 mln tomów.
Uniwersytet Techniczny w Wiedniu (niem. Technische Universität Wien), założony w 1815 roku przez Franciszka II Habsburga, jest największą uczelnią techniczną w Austrii. Obecnie kształci ponad 20 tys. osób na ośmiu wydziałach.
Najstarszą szkołą średnią w Wiedniu jest Akademisches Gymnasium, założone w 1553 roku.

## Opieka zdrowotna
Początki naukowej medycyny w Austrii związane są z założeniem Uniwersytetu w Wiedniu w roku 1365, na którym Galeazzo de Sancta Sophia z Padwy oraz jego austriacki uczeń J. Aygel przeprowadzali pierwsze przełomowe sekcje zwłok.
Obecnie w Wiedniu znajduje się jeden z dwóch największych szpitali klinicznych na świecie – Allgemeines Krankenhaus der Stadt Wien (AKH). Szpital Publiczny (AKH) ma powierzchnię 345 000 m², mieści 27 klinik uniwersyteckich, 10 instytutów klinicznych, 42 oddziały kliniczne, 62 przychodnie ogólne i 335 ambulatoriów specjalistycznych, 80 oddziałów zwykłych, 21 oddziałów intensywnej opieki medycznej, 51 sal operacyjnych, 21 gabinetów zabiegowych i dysponuje 2200 łóżkami. W 2009 roku w AKH przeprowadzono 48 039 operacji; personel liczył 8955 osób. Szpital Publiczny AKH, ściąga do Wiednia liczne kongresy dzięki swoim osiągnięciom naukowym i światowej reputacji. Europejski Kongres Kardiologów, który odbył się po raz czwarty w austriackiej stolicy w 2007 roku był miejscem spotkań 40 000 lekarzy z całego świata. Do wartych odnotowania osiągnięć należy zaliczyć wstawienie najmniejszego na świecie implantu ucha wewnętrznego. Duże postępy poczyniono także w leczeniu raka, chirurgii kręgosłupa i transplantacji komórki chrzęstnej. O znaczeniu wiedeńskiej medycyny świadczą cztery Nagrody Nobla zdobyte w XX wieku przez tutejszych lekarzy. Byli to: Robert Barany, Julius Wagner-Jauregg, Karl Landstiner oraz Otto Lewi.
Szpital w Wiedniu jest bardzo znany wśród polskich pacjentów chorujących na mukowiscydozę oraz oczekujących na łączony przeszczep serca i płuc. Ze względu na fakt, że do tej pory wykonano w Polsce (w Zabrzu) zaledwie jeden przeszczep płuca u pacjenta z mukowiscydozą większość chorych poddaje się tej operacji w Wiedniu.

## Ważniejsze wydarzenia
- Koncert noworoczny – organizowany corocznie 1 stycznia. Odbywa się w Wiener Musikverein. Transmitowany na żywo.
- Wiener Eistraum(inne języki) – sztuczne lodowisko w parku przed ratuszem miejskim, funkcjonuje od stycznia do marca.
- Opernball – bal w Operze Wiedeńskiej organizowany corocznie w czwartek przed środą popielcową. Transmitowany na żywo w telewizji austriackiej, jest dużym wydarzeniem kulturalno-społecznym.
- Vienna City Marathon – maraton wiedeński organizowany corocznie od 1984 roku.
- Life Ball(inne języki) – największa w Europie impreza charytatywna dedykowana ludziom chorym na AIDS i zarażonym wirusem HIV.
- Donauinselfest(inne języki) – impreza muzyczna organizowana corocznie na Donauinsel.
- Silvesterlauf – bieg organizowany corocznie w ostatni dzień roku. Trasa o długości 5,4 km przebiega wzdłuż Ringu.

## Zakupy
Największe centrum handlowe Wiednia to Donauzentrum.

## Sport
W mieście działają dwa duże kluby piłkarskie: Rapid Wiedeń oraz Austria Wiedeń, grające w Bundeslidze. Podczas Euro 2008 na Ernst-Happel-Stadion rozegrano cztery mecze grupowe, dwa ćwierćfinałowe, jeden półfinał i finał. Znanym przedstawicielem innych dyscyplin jest także drużyna hokejowa Vienna Capitals.

## Specjały kulinarne

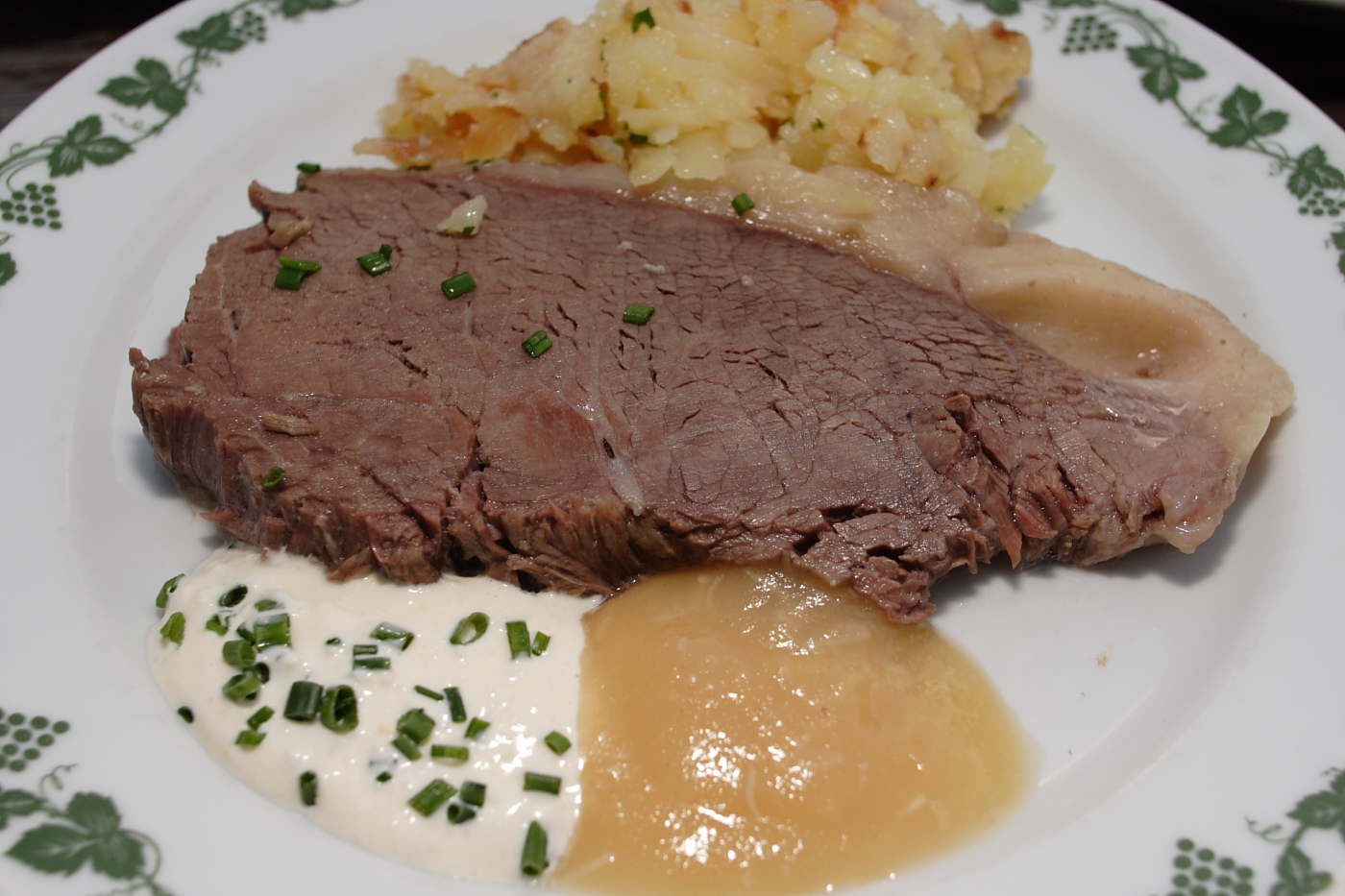
Gotowana wołowina – Tafelspitz, narodowe danie Austriaków

- Tort Sachera – bardzo słodkie ciasto czekoladowe z grubą warstwą polewy czekoladowej, przekładane konfiturą morelową. Oryginalnie serwowane w kawiarni Hotelu Sacher, znane jest dziś na całym świecie
- Wiener Melange(inne języki) (z franc. melanger – mieszać) – czarna kawa z „lekko ubitym” mlekiem (podobna do włoskiego Cappuccino). Do Wiener Melange używa się jednak kawy niezbyt mocnej, poza tym ziarna są często kandyzowane[14].
- Wiener Schnitzel – panierowany kotlet cielęcy
- Tafelspitz – gotowana wołowina w wywarze z jarzyn, serwowana z sosem chrzanowym. Austriackie danie narodowe. Przysmak cesarza Franciszka Józefa.

- Bardzo popularne są tutaj budki uliczne, tzw. Würstelstand, otwarte dniem i nocą, serwujące m.in. kiełbaski. Najbardziej popularne to: frankfurterki, Käsekrainer (ostro przyprawione kiełbaski wieprzowe z kawałkami sera), Bratwurst (białe kiełbaski wieprzowe).

- Apfelstrudel(inne języki) – bardzo popularny deser. Rolada z jabłkami serwowana na ciepło z sosem waniliowym. Inną odmianą jest Millirahmstrudel (rolada ze śmietaną).

- W zimie w budkach na ulicach sprzedawane są Maroni (gorące kasztany) oraz grube placki ziemniaczane.

## Osoby

### urodzone w Wiedniu
- Othenio Abel – paleontolog
- Alfred Adler – psycholog
- Max Adler – socjolog i austromarksista
- Erwin Axer – polski reżyser teatralny
- Ludwig Anzengruber – dramaturg i poeta
- Hans Carl Artmann – poeta
- Falco – muzyk i wokalista
- Heinrich von Ferstel – architekt
- Manuel Fettner – austriacki skoczek narciarski
- Viktor Frankl – psychiatra i filozof
- Albrecht II Habsburg – książę
- Friedrich August von Hayek – ekonomista
- Friedensreich Hundertwasser – malarz, grafik, aktywista
- Gustav Klimt – malarz i grafik
- Lise Meitner – fizyk atomowy
- Józef Poniatowski – książę, polski generał dywizji, minister wojny i Wódz Naczelny Wojsk Polskich Księstwa Warszawskiego, marszałek Francji
- Alexander Pschill – austriacki aktor
- Helena Rasiowa – polska matematyczka
- Christoph Waltz – austriacki aktor, zdobywca Oscara
- Carl Auer von Welsbach – chemik i przedsiębiorca

### związane z miastem
- Hans Asperger – pediatra
- Jonathan Carroll – pisarz
- Sigmund Freud – psychoanalityk
- Adolf Hitler – kanclerz III Rzeszy, twórca Narodowego Socjalizmu, zbrodniarz wojenny.

## Współpraca
Miejscowości partnerskie:
- Serbia: Belgrad
- Słowacja: Bratysława
- Czechy: Brno
- Węgry: Budapeszt
- Ukraina: Kijów
- Polska: Kraków, Warszawa
- Rosja: Moskwa
- Turcja: Stambuł
- Izrael: Tel Awiw-Jafa
- Tunezja: Tunis
- Chorwacja: Zagrzeb